# 松戸市立馬橋北小学校
松戸市立馬橋北小学校（まつどしりつ まばしきたしょうがっこう、英: Matsudo municipal - Mabashi kita elementary school）は、千葉県松戸市新松戸南二丁目にある市立小学校。通称は「馬北」（まばきた、うまきた）。

## 概要
松戸市立新松戸南中学校のほぼ近くに隣接する小学校であり、周辺には、市民プール・公園・大型スーパーなどがある。

## 沿革
- 1976年4月1日 - 開校
- 1976年8月1日 - プール完成
- 1979年8月1日 - 特別教室を増築
- 1995年5月26日 - 創立20周年
- 2005年5月26日 - 創立30周年
- 2012年2月28日 - 体育館耐震工事完了
- 2013年12月20日 - 校舎中央棟耐震工事完了
- 2015年5月26日 - 創立40周年

## 校内の主な施設

### 校舎
- 中央校舎
- 西校舎（第一·第二理科室・家庭科室・図工室・資料室・図書室・音楽室・コンピューター室）

### 体育施設
- 体育館
- プール

## 学校行事
| - 4月 始業式 入学式 1年生を迎える会 - 5月 運動会 - 6月 | - 7月 林間学園 終業式 - 8月 - 9月 始業式 修学旅行 | - 10月 - 11月 楠の木祭(文化祭) 音楽発表会 - 12月 マラソン大会 終業式 | - 1月 - 2月 6年生を送る会 - 3月 卒業式 修了式 |

## 部活動
- サッカー部
- ミニバスケットボール部
- 吹奏楽部（ブラスバンド部）